# Шустер, Ура Абрамович
У́ра Абра́мович Шу́стер (13 (26) января 1907, Одесса, Российская империя — 27 февраля 1997, Санкт-Петербург, Россия) — советский и российский историк, лауреат Государственной премии СССР (1975).

## Биография
Родился 13 ноября (по старому стилю) 1907 в Одессе, в семье старобыховского мещанина Абрама Уровича Шустера и Гени Янкелевны Шустер. Учился в Одесской гимназии. С приходом революции и гражданской войны семья Шустера переживала безработицу, в связи с чем она переехала в Гомельскую губернию. Со своей матерью непродолжительное время жил у его дяди в деревне Бердыж, где Ура Шустер поступил в местную школу. Отец работал в штамповочно-жестяной мастерской в Гомеле.
В 1923 году они с матерью переехали в Гомель, где Ура продолжил обучение в школе 2-й ступени им. К. Либкнехта. В 1925 году, окончив школу, он поступил на исторко-этнологический факультет 1-го Московского государственного университета. Успешно окончив университет, работал с декабря 1929 года по апрель 1930 года научным сотрудником Института Маркса и Энгельса , Института славяноведения, апрель-ноябрь 1930 года работал секретарём в Центральном музее народоведения.
В 1937—1941, 1946—1951 годы — доцент кафедры истории новейшего времени на историческом факультете ЛГУ, с 1939 года — член ВКП(б). В 1930—1940 и 1960—1970 гг. — сотрудник ЛО ИИ АН СССР, в 1938—1940 гг. — учёный секретарь. В 1935 году ему была присвоена степень кандидата исторических наук без защиты диссертации, в 1939 — звание доцента.
С началом Великой Отечественной войны добровольцем ушёл в дивизию Ленинградской армии народного ополчения, преобразованную в стрелковую дивизию Красной Армии. Участвовал в зимней обороне блокадного Ленинграда 1941—1942 годов, в боях на Карельском и 4-м Украинских фронтах. Был награждён орденами Отечественной войны I степени, Красной Звезды, медалями, в том числе «За оборону Ленинграда».
До 1946 года служил в Красной Армии в звании капитана, после демобилизации вернулся к работе в ЛОИИ, в 1946—1948 гг. был учёным секретарём института.
С января 1951 года работал Институте славяноведения АН СССР (Институт славяноведения РАН) в должности старшего научного сотрудника. В 1978 году защитил докторскую диссертацию «Петербургские рабочие в 1905—1907 гг.». Умер 27 февраля 1997 года в Санкт-Петербурге после непродолжительной болезни, похоронен на Еврейском кладбище.

## Научная деятельность
Автор научных работ по истории революционного движения в России и Польши, а также одни из первых его статей «Из истории восстания 1863 года» в Литве и «Экономическая борьба Москвы с Лодзью» получили признание в научном историческом обществе. В 1937—1941 годах Ура Абрамович на историческом факультете ЛГУ читал курс «История западных и южных славян». Один из авторов исторического раздела статьи «Польша», опубликованной в 1-м издании БСЭ. После ранения непродолжительное время находился с Москве, где он написал ряд обзорных статей: «Славяноведение в СССР за 25 лет» (в сборнике «25 лет исторической науки в СССР». М., 1942) и «Польша под властью германских оккупантов» (Великая борьба западных и южных славян против германской агрессии. М., 1944). В 1952 году был награждён премией Президиума Академии наук СССР за совместную подготовку 2-хтомного коллективного труда «Революции 1848—1849 гг.». В том числе главы и разделы истории Польши, участвовал в написании ещё 5-го и 6-го томов «Всемирной истории» (М., 1957, 1966), для 1-го и 2-го томов «История II Интернационала» (М., 1965, 1966).

## Награды
- Орден Отечественной войны I степени;
- Медаль «За оборону Советского Заполярья»;
- Орден Красной Звезды;
- Медаль «За победу над Германией в Великой Отечественной войне 1941—1945 гг.»;
- Медаль «За оборону Ленинграда»;
- Государственная премия СССР в области науки (1975) — в составе коллектива авторов «Истории рабочих Ленинграда. 1703—1965».
- премия Президиума АН СССР (1952) за участие в подготовке двухтомного коллективного труда «Революции 1848—1849 гг.»

## Научные труды
- Шустер У. А. Вопрос о независимости Польши в мемуарах Билинского, Дсовского и Дашинского // Труды института славяноведения АН СССР. — Л., 1932. — Т. 1. — 252—313 с.
- Шустер У. А. Революция 1905—1907 гг. в Польше // Исторические записки. — Академия наук СССР. — Л., 1947. — Т. 22. — 252—313 с.
- Шустер У. А. Петербургские рабочие и лодзинский локаут 1907 г. // Труды Института истории АН СССР. Ленинградское отделение. — Л., 1971. — Вып. 12. — С. 362—368.
- Шустер У. А. Петербургские рабочие в 1905—1907 гг.. — Л., 1976.
- Шустер У. А. Против идеологии и политики антикоммунизма // Антикоммунизм можно потеснить. — Л., 1986. — 195—200 с.
- Шустер У. А. Из истории восстания 1863 г. на Литве // Исторический архив. — 1936. — Т. 1. — 85—96 с.
- Шустер У. А. Экономическая борьба Москвы с Лодзъю // Исторические записки. — 1939. — Т. 5. — 188—234 с.
- Шустер У. А. Великая Октябрьская социалистическая революция и Польша. — Л.: Вестник ЛГУ, 1949. — № 3.